# Rock Falls (Illinois)
Rock Falls é uma cidade localizada no estado americano de Illinois, no Condado de Whiteside.

## Demografia
Segundo o censo americano de 2000, a sua população era de 9580 habitantes.
Em 2006, foi estimada uma população de 9448, um decréscimo de 132 (-1.4%).

## Geografia
De acordo com o United States Census Bureau tem uma área de
8,9 km², dos quais 8,6 km² cobertos por terra e 0,3 km² cobertos por água.

## Localidades na vizinhança
O diagrama seguinte representa as localidades num raio de 20 km ao redor de Rock Falls.